# 2714 Matti
2714 Matti è un asteroide della fascia principale. Scoperto nel 1938, presenta un'orbita caratterizzata da un semiasse maggiore pari a 2,2440805 au e da un'eccentricità di 0,2048394, inclinata di 6,09808° rispetto all'eclittica.
L'asteroide è dedicato a Matti Alikoski, figlio dello scopritore.